# Лимбург-ан-дер-Лан
Ли́мбург-ан-дер-Лан (нем. Limburg an der Lahn) — город в Германии в федеральной земле Гессен. Население — 34 тыс. человек.

## История
- 910 год — первое упоминание о Лимбурге как «Lintpurc». Город возник около одноимённой крепости. Граф Конрад Курцбольд (Конрад-Коротышка) заложил первый камень для основания церкви Св. Георга.
- 1214 год — признан статус города. Остатки стены 1130, 1230 и 1340 годов показывают бурный рост города.
- 1235 год — на месте старой церкви воздвигнут Кафедральный собор (дом) Св. Георга, освящён в 1235 году. Собор возвышается над старым городом. В доме хранятся сокровища и культурные ценности.
- 1300-е годы — построен замок к югу от Кафедрального собора.
- 1344 год — падение значения города, чума, пожар, в дальнейшем город перешёл под власть местных правителей, а в 1624 году — в управление курфюрста Трира.
- В XIX веке город восстанавливает своё значение. С 1806 по 1866 год в составе герцогства Нассау, а в 1827 году Лимбург стал резиденцией епископа.
- C 1862 года Лимбург — железнодорожный узел, а с 1886 года — центр округа.

## Достопримечательности
- Замок Шаумбург

## Галерея

Кафедральный Собор Святого Георга в Лимбурге
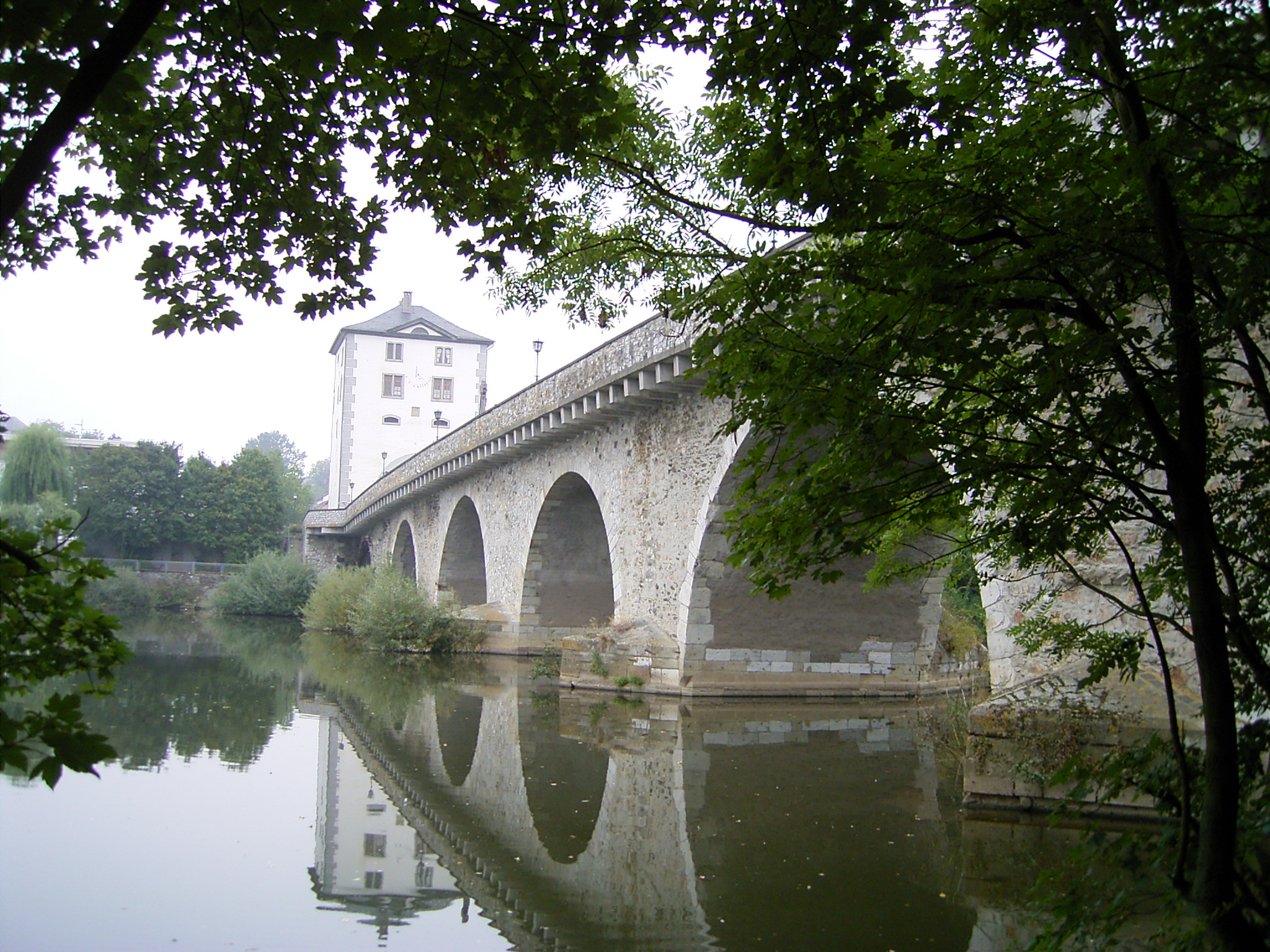
Мост через Лан с башней
Кафедральный собор — вид со двора
Крепость
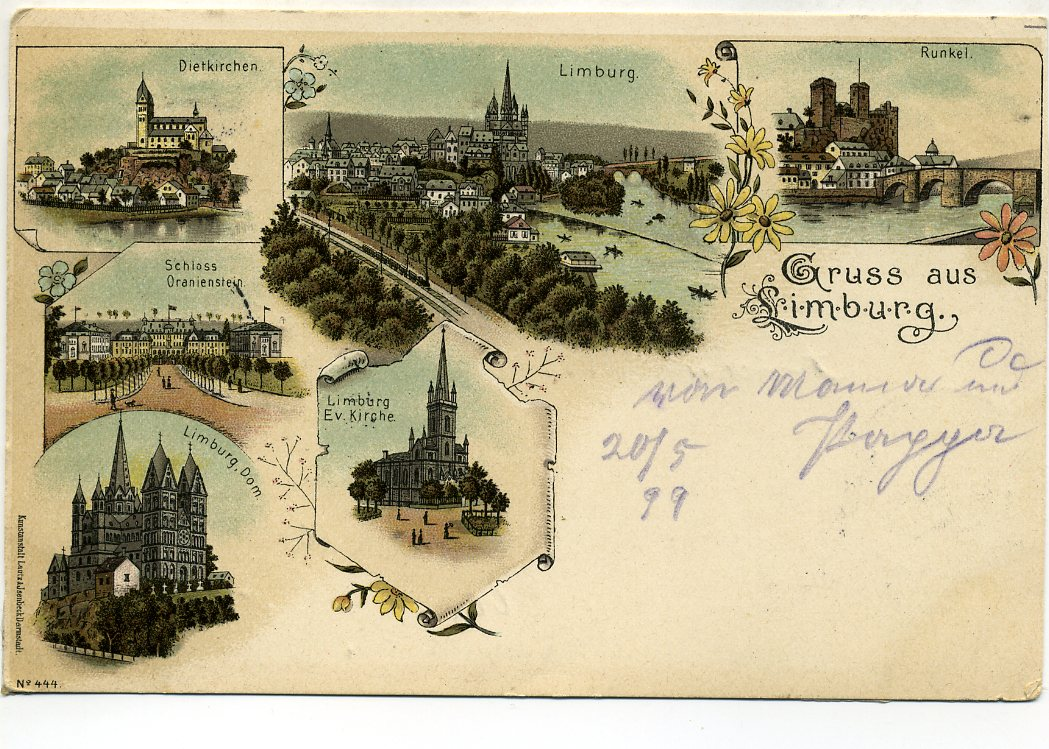
Старый город

## Город-побратим
- Ауденбюрг с 1972 года[3].